# Jean Michéa
Ne doit pas être confondu avec Jean-Claude Michéa.
Pour les articles homonymes, voir Michéa.
Jean Michéa est un ethnologue et explorateur français du XXe siècle, spécialiste des Indiens du Grand-Nord canadien et de l'anthropologie de la technologie. 

## Biographie
Il mène en 1938-1939 une première expédition chez les Inuits puis de 1945 à 1949 une expédition entre le Yukon et le Mackenzie. 
Il découvre en 1948 avec Jacques Rousseau les premiers sites archéologiques du lac Payne, situé à égale distance de la baie d'Ungava et de la baie James, première preuve de l'habitation de paléoeskimos dorsétiens à l'intérieur des terres, ce qui contredit les thèses déclarant que ceux-ci n'habitaient qu'en bordure de l'océan Arctique ainsi que sur ses îles.
En 1957-1958, il explore les environs de Fort Norman. Il reçoit alors pour cette expédition une médaille de bronze du CNRS. 
Il a été professeur dans les universités de Québec, chargé de recherche au CNRS, maître de conférences à l'université de Lyon (1962) où il succéda à André Leroi-Gourhan à la chaire d'ethnologie et à Paris-Sorbonne.

## Décoration
- Officier de l'ordre des Palmes académiques (1981)[8]

## Publications
- 1949 : Terre stérile, six mois chez les Esquimaux caribous
- 1954 : Écologie humaine de la baie d'Hudson, thèse de doctorat ès Lettres
- 1959 : Les Chitra-gottinéke : essai de monographie d'un groupe athapascan des montagnes, Journal de la Société des Américanistes no 48, p. 197-235.
- 1967 : Esquimaux et Indiens du Grand Nord
- 1968 : Vie et mœurs des Peaux-Rouges
- 1993 : Le Voyageur immobile, préface de Paul-Émile Victor

## Film
- 1958 : Tie-cho-ka: Images of the Great North, film silencieux